# اناند لاک، جایپور
اناند لاک، جایپور (به انگلیسی: Anand Lok, Jaipur) یک منطقهٔ مسکونی در هند است که در جایپور واقع شده‌است.

## خصوصیات
اناند لاک ۳ کیلومترمربع مساحت و ۱۰۰ نفر جمعیت دارد.